# Olena Zelenska
Olena Volodymyrivna Zelenska (ukrainien : Олена Володимирівна Зеленська), née Kyïachko (ukrainien : Кияшко) le 6 février 1978 à Kryvyï Rih, est une productrice de télévision et l'actuelle Première dame d'Ukraine depuis le 20 mai 2019, en tant qu'épouse du président Volodymyr Zelensky, auquel elle est mariée depuis 2003.

## Biographie
Olena Kyïachko naît en 1978 dans la république socialiste soviétique d'Ukraine, à Kryvyï Rih, une ville sidérurgique du centre de l'actuelle Ukraine. Son père travaille dans l'industrie du bâtiment et sa mère est ingénieure en usine. Elle étudie l'architecture à la faculté de génie civil de l'université nationale de cette commune, suivant en cela « la décision de ses parents ». À 19 ans, elle y rencontre Volodymyr Zelensky, qui étudie le droit à l'Institut économique de Kryvyï Rih. Il l'aborde pour la première fois en prétextant lui emprunter une cassette VHS de Basic Instinct.
Par la suite, elle devient scénariste pour la société de production Studio Kvartal 95. Elle participe à l'écriture du script de la série Serviteur du peuple où Volodymyr Zelensky incarne un président ukrainien. Ce programme est suivi par près de 20 millions de téléspectateurs. En comparaison avec le héros de la série, elle déclare « Zelensky n'est certainement pas Holoborodko ! Volodymyr est beaucoup plus débrouillard… Bien sûr, il y a des qualités communes : l'honnêteté, l'éthique. Et parfois un amour injustifié pour les gens. Mais ce n'est que mon avis ! ». 
Elle participe ensuite à la création de Liga Smichu (littéralement « La ligue du rire »), un programme télévisé populaire en Ukraine où les humoristes s’affrontent lors de concours de stand-up. Olena Zelenska décline le concept au féminin avec « Femmes de Kvartal », dans lequel elle met à l’honneur des femmes humoristes,.

### Première dame d'Ukraine

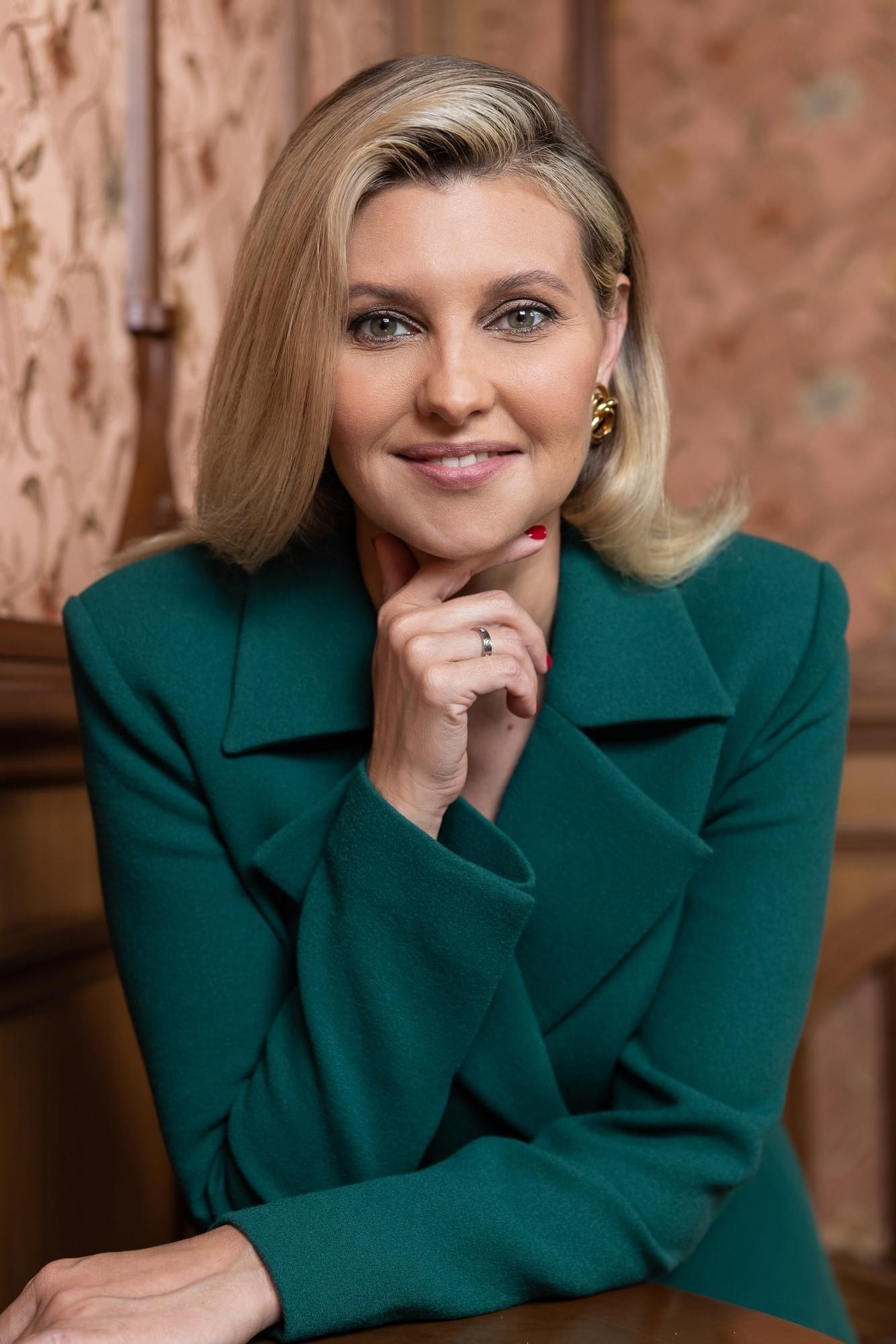
Portrait officiel d'Olena Zelenska (2021).

Le 20 mai 2019, Olena Zelenska devient la Première dame d'Ukraine. Avant la victoire de son époux, c'est en écoutant la radio qu'elle avait appris sa candidature, à laquelle elle et sa fille n'étaient pas favorables au départ. Elle devient ensuite conseillère en communication auprès de son conjoint, qui déclare au Corriere della Sera : « Je n'ai pas le temps de m'occuper de la mode, elle choisit mes vêtements et je les achète ». Elle relit ses discours et les corrige - « parfois à l'excès », glisse un témoin anonyme dans les colonnes du journal italien.
Elle s'engage également dans la lutte pour l’égalité femmes-hommes, l'accessibilité à la culture, la lutte contre l’obésité et les droits de l’enfant. Elle mène des projets de sensibilisation, notamment de l'amélioration du système de nutrition scolaire, la lutte contre la violence domestique, ainsi que la promotion de la langue ukrainienne. En partenariat avec des musées de nombreux pays (Allemagne, Autriche, Azerbaïdjan, Israël, Italie, Lettonie, Turquie, Monténégro, Lituanie, Royaume-Uni, Vatican), elle conclut des accords pour diffuser des versions de visites guidées en langue ukrainienne dans les audioguides, rompant ainsi avec le bilinguisme traditionnel et la prédominance historique de la langue russe. En France, un accord est également conclu avec cinq musées.

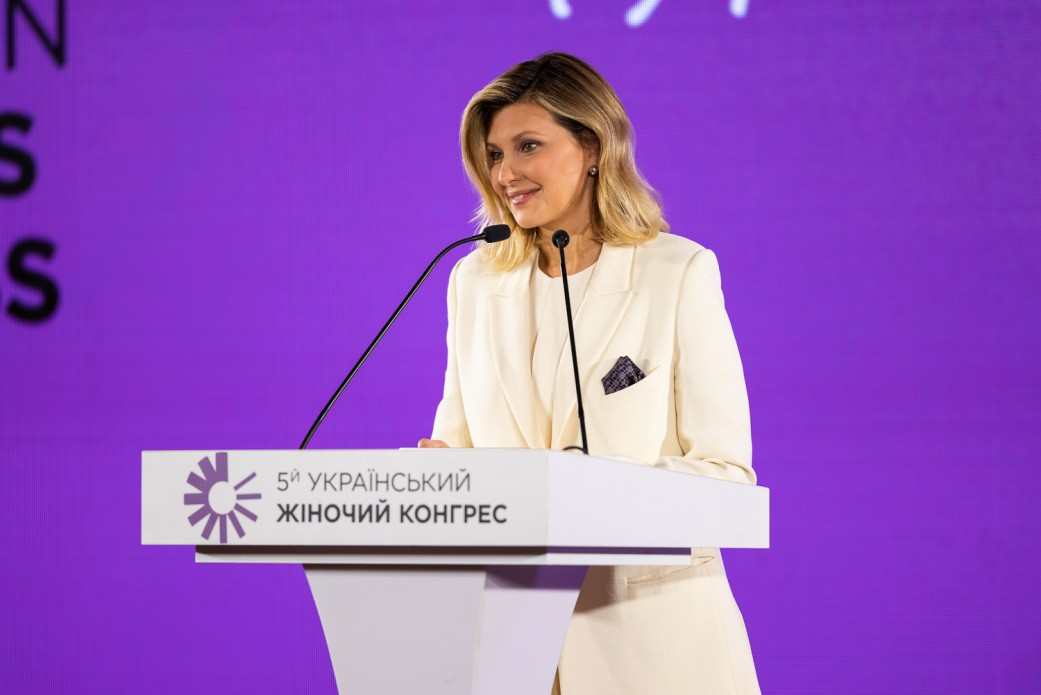
5e Congrès des femmes ukrainiennes (16 septembre 2021).

En juin 2020, durant la pandémie du Covid-19, elle est hospitalisée d'urgence à Kiev après avoir été diagnostiquée positive. Selon le journal Oukraïnska Pravda, Olena Zelenska aurait été infectée (en dépit du port du masque) lors d'une visite d'une institution de protection sociale pour enfants handicapés.
En septembre 2021, lors d'une interview dans le The Diplomatic Courier, elle se confie sur ses rôle et responsabilité en déclarant : « Dès que je suis devenue Première dame d'Ukraine, j'ai réalisé le rôle que je pouvais jouer pour soutenir des causes humanitaires et sociales qui m'animaient déjà tout au long de ma carrière ».

### Invasion russe

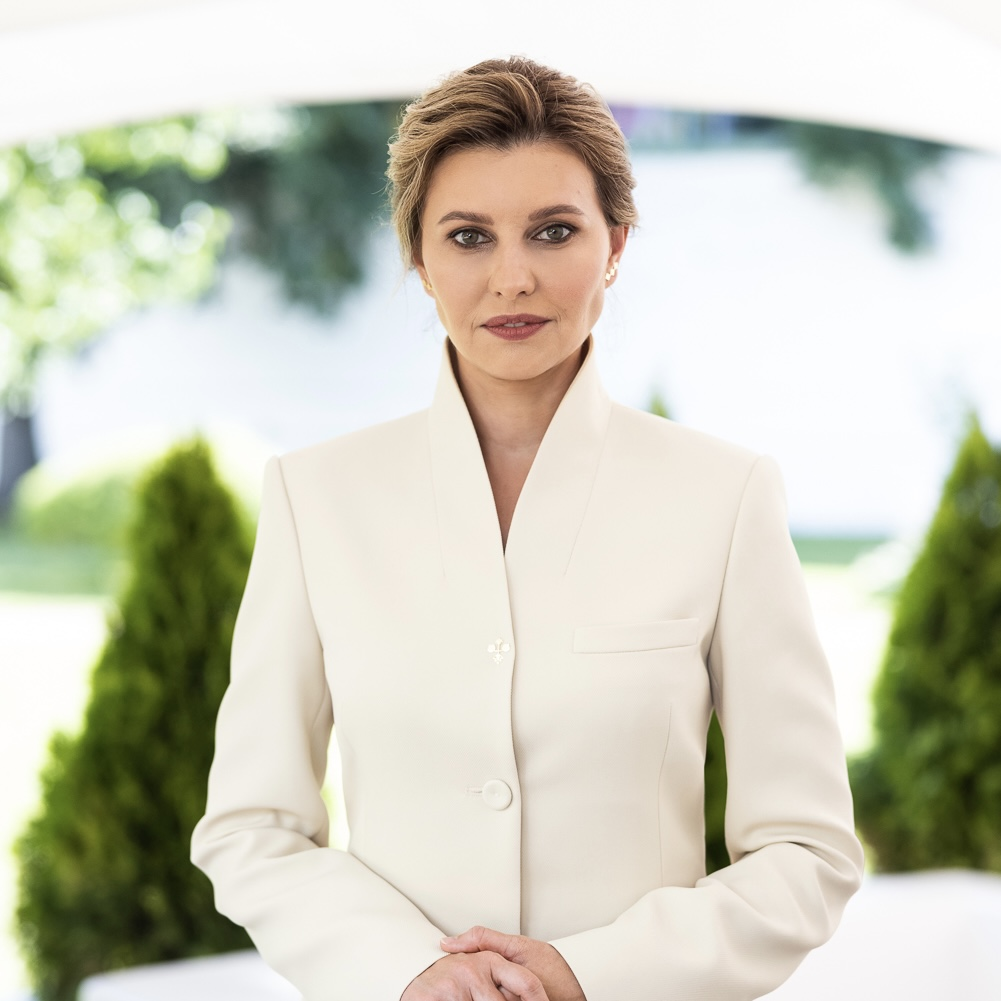
Olena Zelenska en juillet 2022.

Le 24 février 2022, elle évoque publiquement l’invasion de l'Ukraine par la Russie sur Instagram en déclarant : « Je suis fière de vivre avec vous, dans ce même pays. On dit souvent que les gens forment une foule. Ce n’est pas vrai nous concernant. Parce que les nombreux Ukrainiens ne sont pas une foule, c’est une armée ! ». Elle rend également hommage aux femmes d'Ukraine en citant « celles qui combattent dans les rangs armés, qui se sont enrôlées dans la défense, celles qui soignent, sauvent et nourrissent ». Le propos accompagne une série de photographies de femmes, prises sur le terrain.
Selon Ukrinform, l’Agence nationale de presse d'Ukraine, « l'épouse du président a pris l'engagement de ne pas paniquer, malgré la situation difficile, et de rester calme et confiante aux côtés de son mari, de ses enfants et de tous les Ukrainiens ». Elle affirme également qu'elle demeure à Kiev malgré les risques encourus et les propositions qui lui ont été faites de partir à l'étranger.

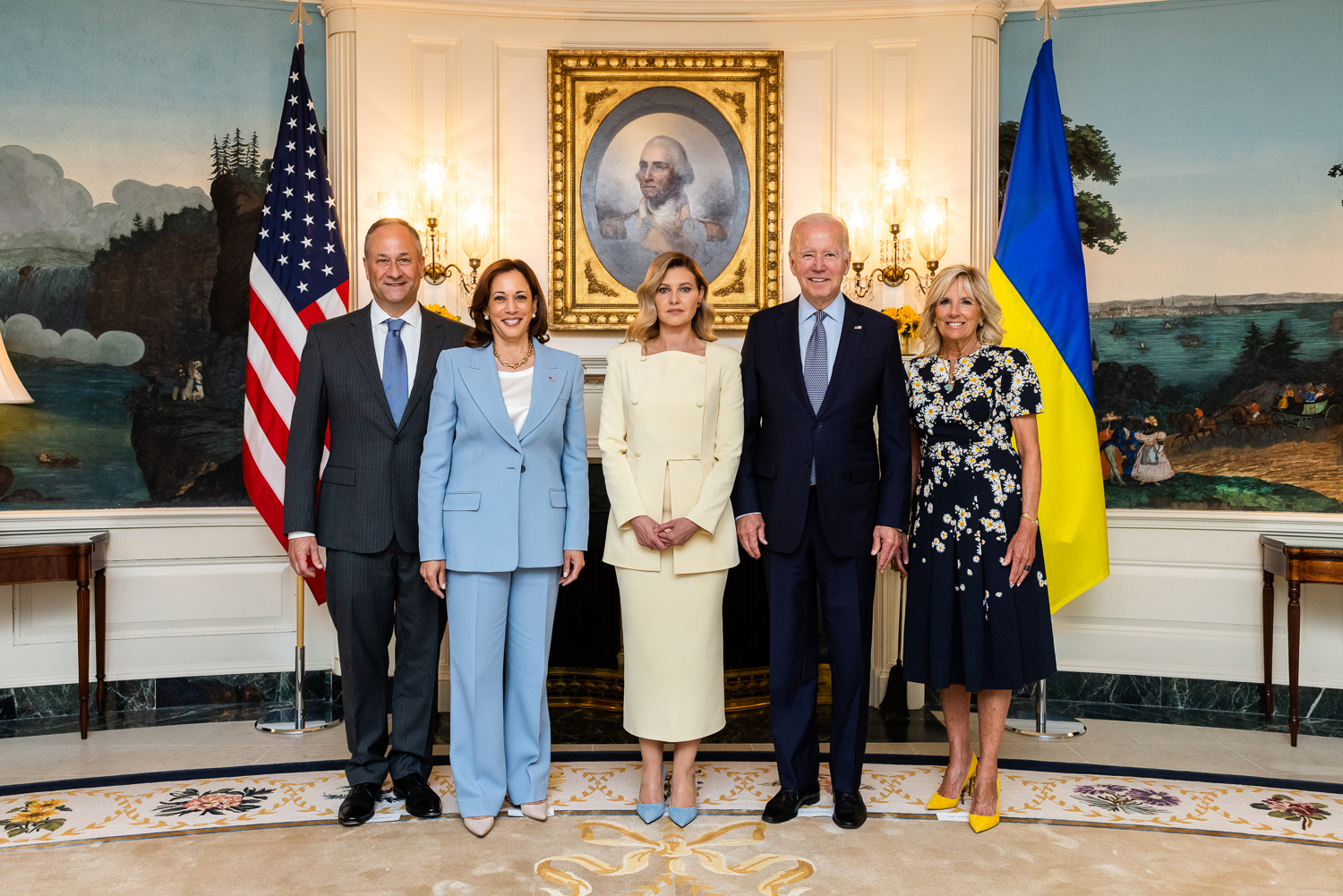
Olena Zelenska avec le président américain Joe Biden, la vice-présidente Kamala Harris et leurs conjoints.

En juillet 2022, Olena Zelenska se déplace à Washington aux États-Unis et rencontre le secrétaire d’État Antony Blinken et Jill Biden. Le 20 juillet elle intervient devant le Congrès américain pour demander des livraisons d’armes plus importantes afin de lutter contre l’invasion russe,. En septembre, elle est acclamée par le Parlement européen alors qu'elle en est l'invitée d'honneur à l'occasion du discours sur l’état de l’Union de la présidente du Parlement européen, Roberta Metsola.

### Vie privée
Le couple s'est marié le 6 septembre 2003 et a deux enfants : Oleksandra, née en 2004 et Kyrylo né en 2013, baptisés selon le rite de l'Église orthodoxe,,.

### Récompenses
En 2019, Olena Zelenska est classée 30e dans le top 100 des femmes les plus influentes d'Ukraine par le magazine Focus, puis 2e l'année suivante.
En novembre 2020, elle devient l'héroïne du livre Ukrainian Women in Vogue, publié par l'édition ukrainienne du magazine américain Vogue.
En mars 2021, elle entre dans le top 100 des femmes les plus performantes d'Ukraine selon le magazine Novoe Vremia, dans la catégorie « Société ».

### Campagnes de diffamation menées contre Olena Zelenska
Depuis le début du conflit en Ukraine, les informations et messages visant à discréditer Volodymyr Zelensky et son épouse se multiplient sur internet.
Le 5 octobre 2023, « une rumeur partagée sur les réseaux sociaux assure qu’Olena Zelenska, l’épouse du président ukrainien, aurait dépensé 1,1 million de dollars chez le joaillier de luxe Cartier, lors de sa visite aux États-Unis à la fin du mois de septembre ». L'histoire comporte plusieurs incohérences, qui amènent à conclure qu'il s'agit d'une campagne de diffamation.
Fin septembre 2023, une vidéo diffusée à grande échelle avait ciblé Olena Zelenska, prétendant qu'elle disposait d'un passeport russe. L'examen de la vidéo montre qu'il s'agit d'un faux. « En juin 2023, l'épouse de Volodymyr Zelensky avait déjà été l'objet d'allégations mentionnant l'existence d'un passeport israélien au nom d'Olena Zelenska. Cette information avait été "révélée" alors que la Première dame effectuait une visite au sein d'hôpitaux spécialisés en Israël. Mais là encore de nombreuses incohérences avaient été soulevées, comme la date d'expiration du passeport ou le nom, le prénom, la citoyenneté et la date de naissance d'Olena Zelenska qui étaient bien écrits en hébreu... mais mal orthographiés ».